# Piante industriali

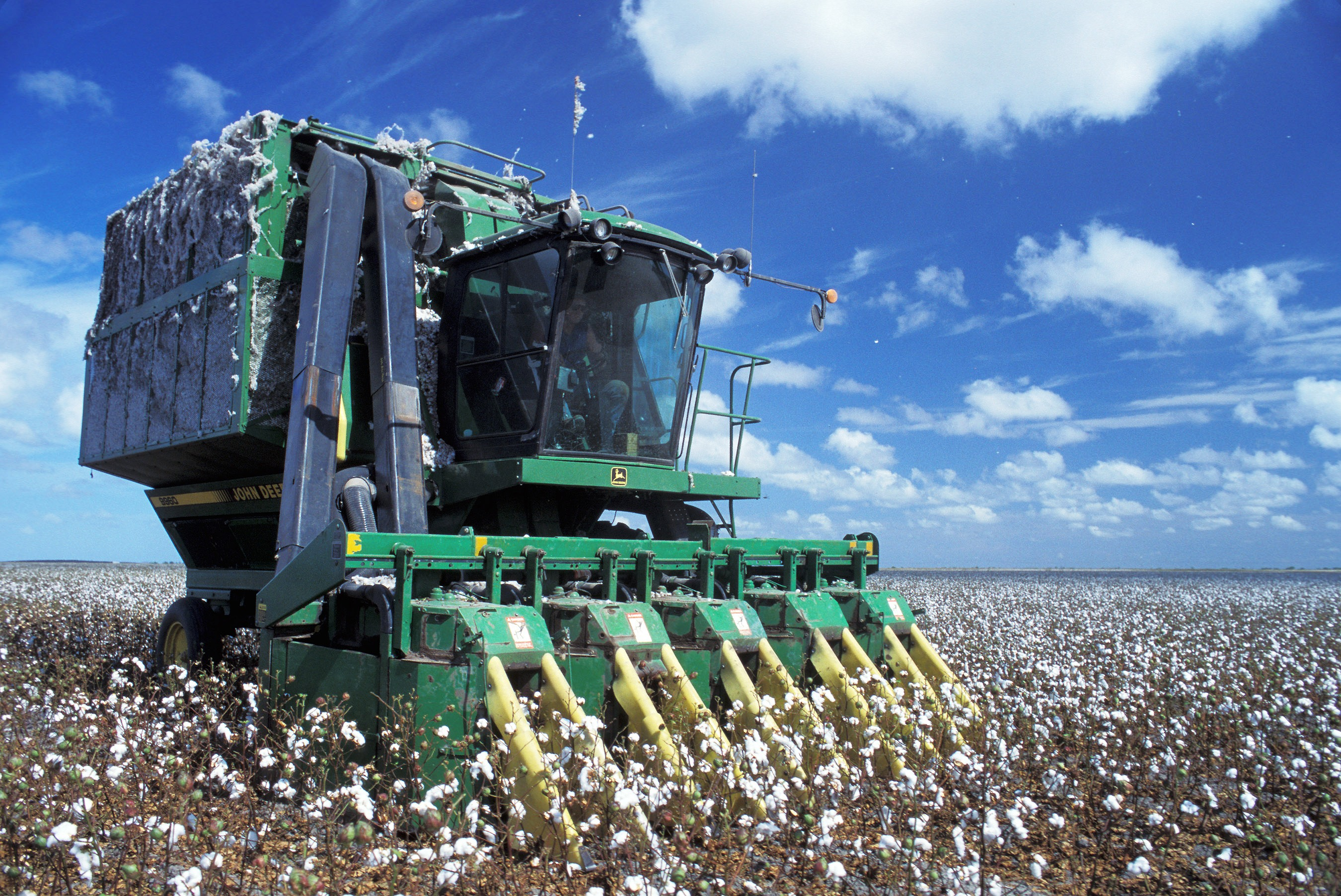
Raccolta meccanica integrale del cotone.

Sono dette piante industriali le piante agrarie impiegate in coltivazioni in regime intensivo o estensivo, secondo i contesti, le cui produzioni sono destinate fondamentalmente alla trasformazione industriale in processi di estrazione e raffinazione di determinati componenti, ad uso alimentare o non.

## Coltivazioni erbacee

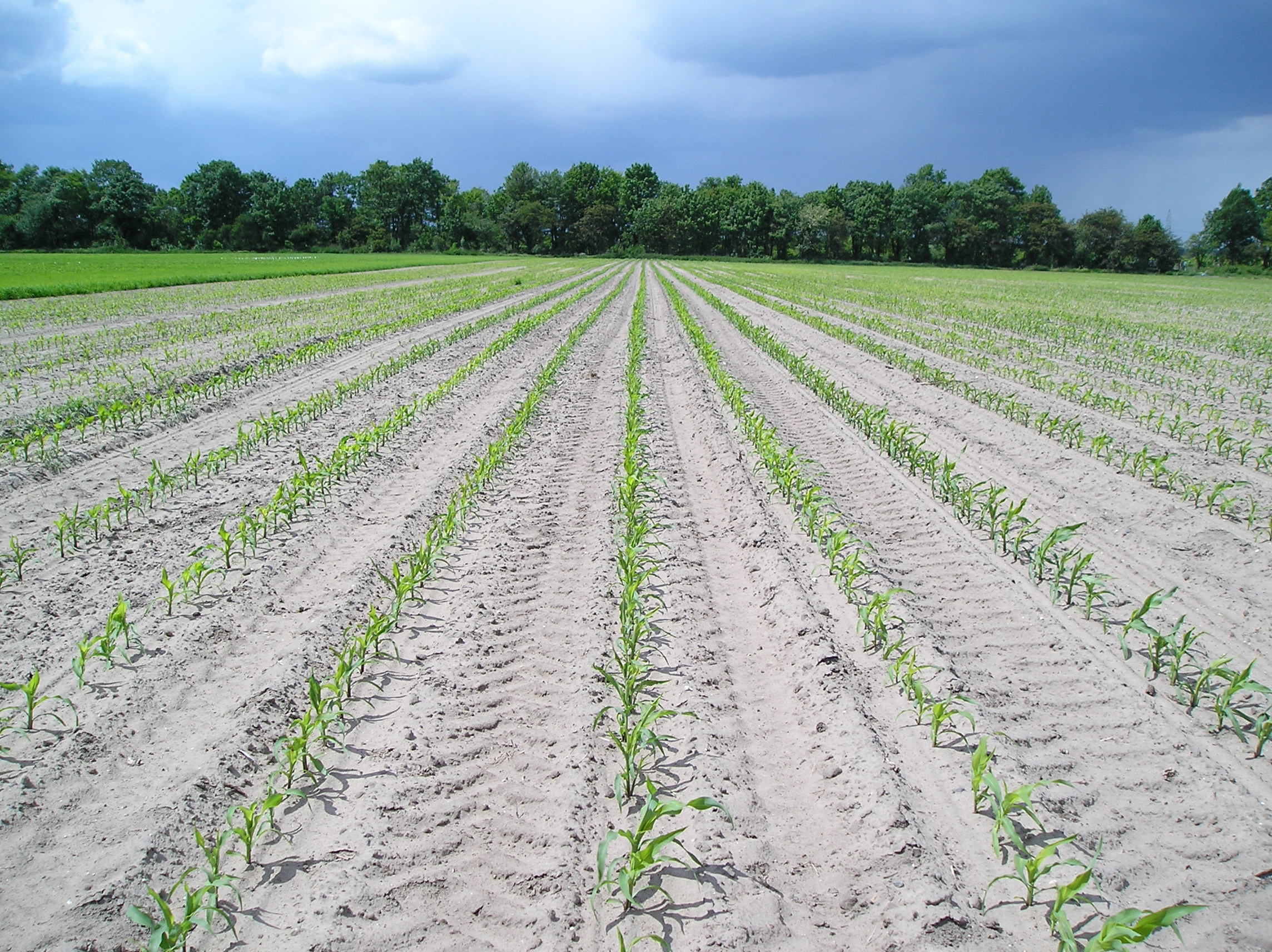
Campo di mais, nelle prime fasi del ciclo colturale. Sono evidenti alcune caratteristiche proprie delle colture erbacee industriali in regime intensivo: semina di precisione, diserbo chimico in presemina, alto grado di meccanizzazione.

La classificazione delle coltivazioni erbacee industriali si basa su criteri di uniformità che comprendono la botanica, l'agrotecnica e la destinazione d'uso. Salvo eccezioni dovute a specificità relative ad una particolare coltura o al contesto socioeconomico in cui si pratica la coltura, le coltivazioni erbacee industriali presentano in genere le seguenti caratteristiche:
- Le coltivazioni sono praticate in pieno campo su grandi appezzamenti oppure anche su piccoli appezzamenti ma in un contesto territoriale caratterizzato da un'ampia diffusione della coltura specifica e da una particolare vocazione agronomica, in senso lato, verso quel tipo di coltura. Le ragioni di fondo risiedono nell'organizzazione della filiera nel sistema di approvvigionamento, nell'esigenza di rispettare i tempi di conferimento dei prodotti agricoli e determinati requisiti merceologici, nell'esigenza di contenere i costi di trasporto dei prodotti agricoli, nell'esigenza di realizzare economie di scala anche nell'azienda agraria.
- La produzione è spesso pianificata per mezzo di contratti di coltivazione o accordi stipulati fra le industrie di trasformazione e gli imprenditori agricoli. Le proprietà di questi contratti o accordi variano secondo i contesti, ma in generale hanno lo scopo di garantire il mantenimento del processo di trasformazione entro parametri tecnici ed economici, come la lavorazione a ciclo continuo, l'organizzazione del sistema di stoccaggio, il mantenimento dei requisiti merceologici nell'intervallo di tempo che intercorre fra la raccolta e la lavorazione, ecc. Per taluni prodotti si arriva anche alla pianificazione dell'epoca di semina, della cultivar, della superficie investita e, in generale, della tecnica agronomica.

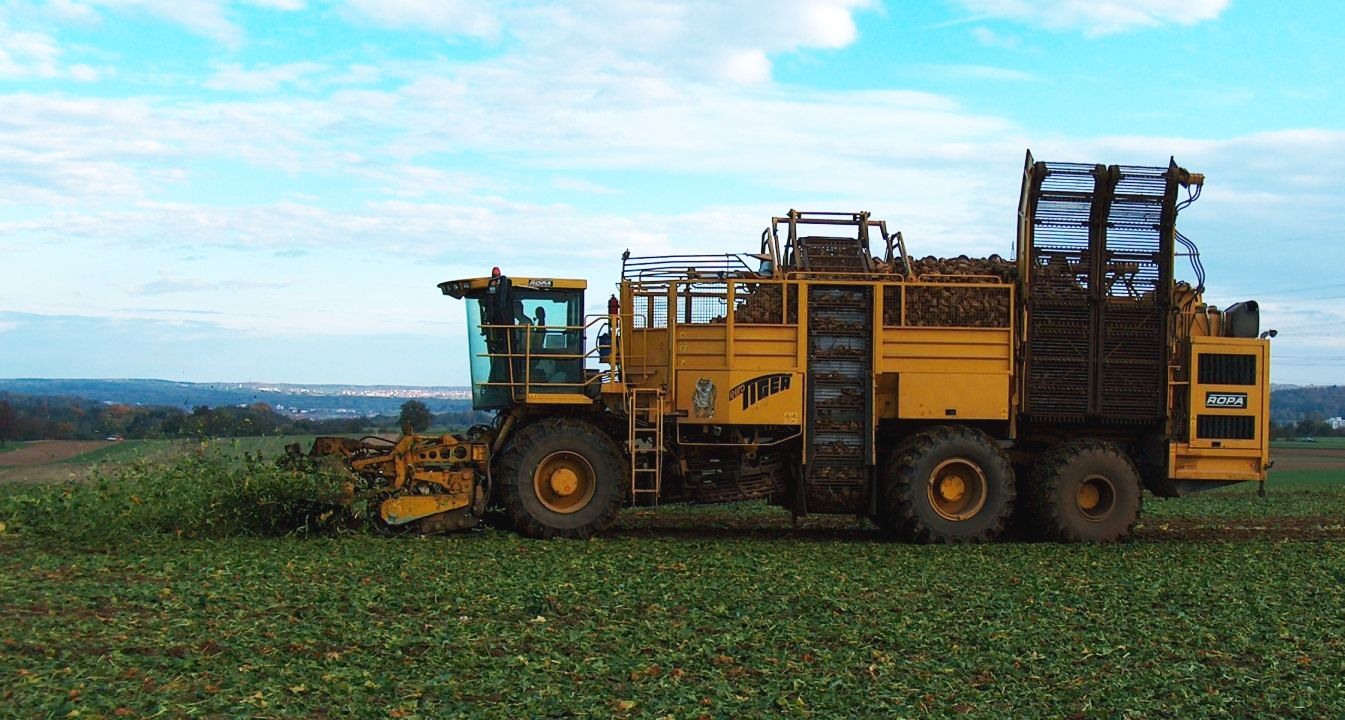
Macchina raccoglitrice a cantieri riuniti per la raccolta meccanica integrale della barbabietola.

- I regimi di coltivazione sono spesso impostati in modo da garantire la fornitura di grandi quantitativi di prodotto. Nelle regioni dove è basso il costo del capitale fondiario o il costo del lavoro le colture industriali si svolgono in regime estensivo con modesto impiego di mezzi tecnici; l'incidenza del costo del lavoro condiziona per lo più il grado di meccanizzazione della coltura. Situazioni di questo tipo si verificano ad esempio in regioni particolarmente vocate per determinate colture industriali destinate al mercato internazionale, come ad esempio il Brasile, l'Australia, l'Argentina, alcune regioni del Nordamerica e dell'Europa, in Russia. Viceversa, in regioni dove il costo del capitale fondiario e del lavoro sono elevati, come si verifica in molte regioni dell'Europa, del Nordamerica, in Giappone, le colture industriali sono praticate in regime intensivo, con alti livelli di meccanizzazione ma anche con intenso impiego di altri mezzi tecnici (sementi elette, fertilizzanti, fitofarmaci, fitoregolatori, assistenza tecnica, investimenti fondiari, ecc.).
- L'esercizio dell'agricoltura richiede un particolare know-how, finalizzato ad ottenere il rispetto di determinati requisiti merceologici e di alte rese produttive. Queste condizioni si realizzano da un lato con l'instaurazione di una vocazione storica del territorio verso una determinata coltura e con la costituzione di forme associative che nelle loro funzioni garantiscono anche la divulgazione e l'assistenza tecnica, spesso con collegamenti stretti con le istituzioni di ricerca private e pubbliche.

Le principali categorie di piante industriali sono le seguenti:

### Piante da zucchero

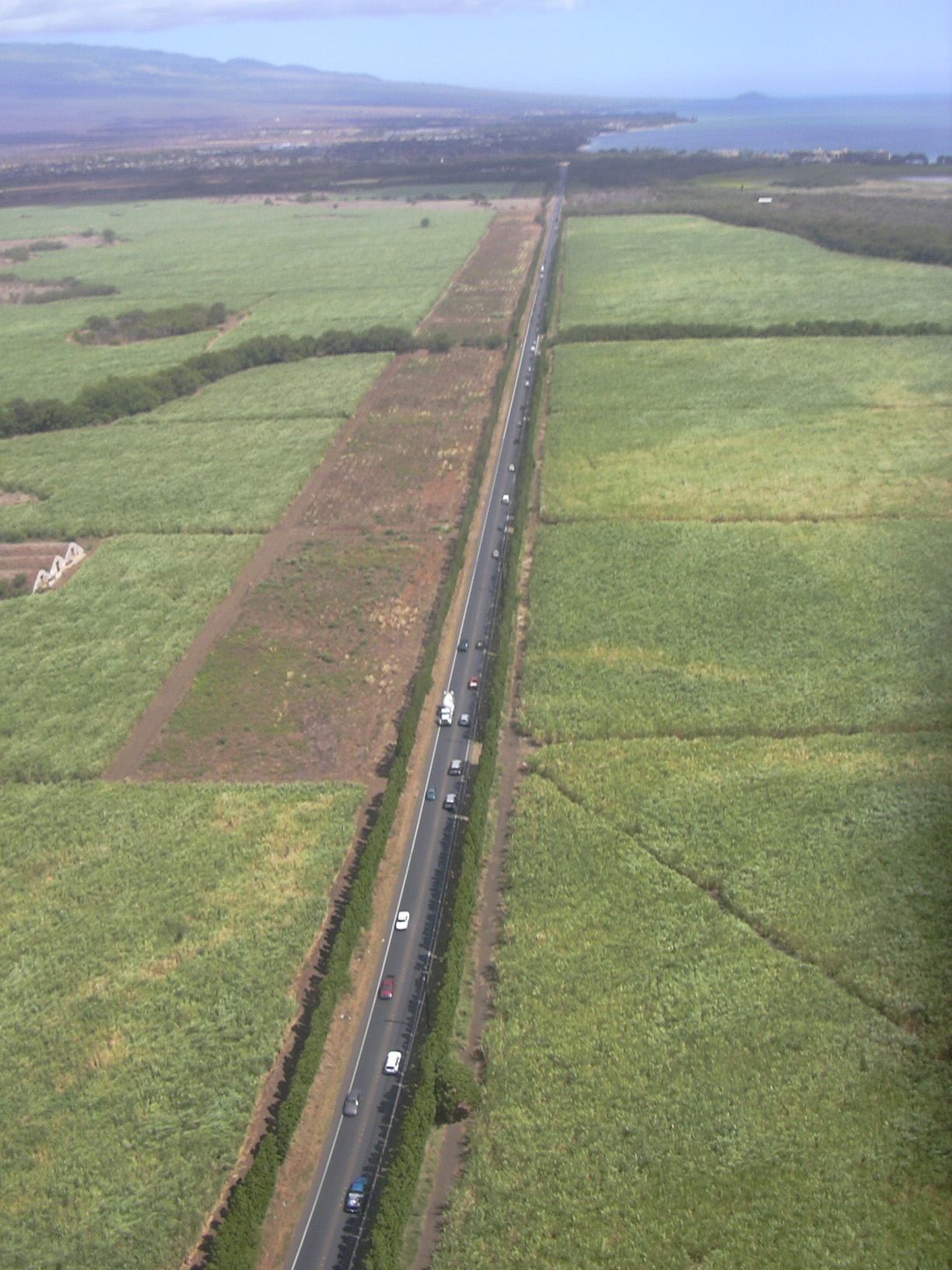
Distese di appezzamenti coltivati a canna da zucchero nelle Hawaii.

Le piante da zucchero sono destinate agli zuccherifici per l'estrazione del saccarosio. Il saccarosio è destinato fondamentalmente all'alimentazione umana o alla produzione di etanolo per scopi energetici. Per questo motivo le piante da zucchero sono anche considerate piante alcoligene. Alcuni sottoprodotti dell'estrazione dello zucchero sono destinati ad altri usi su vasta scala. Fra questi, il più importante è il melasso, che trova impiego come integratore energetico nell'alimentazione del bestiame e, nel caso del melasso di canna, anche nella distilleria per la produzione del rum.
Le piante da zucchero più importanti sono la canna da zucchero e la barbabietola da zucchero. Le due specie agrarie differiscono notevolmente sotto gli aspetti botanici, agronomici ed economici, ma sono accomunate dal ruolo strategico ricoperto nella bilancia alimentare delle nazioni.
L'utilizzo della canna come pianta saccarifera è antichissimo: sembra che le popolazioni della Polinesia ne conoscono l'uso da millenni e che la canna fosse utilizzata in India già prima del VI secolo a.C., epoca in cui, attraverso i Persiani le civiltà occidentali conobbero quella pianta. Per 1500 anni lo zucchero di canna fu oggetto di scambio fra l'Oriente e l'Occidente, fino alla diffusione, ad opera degli Arabi, nel Mediterraneo, fra l'VIII e il IX secolo. La canna da zucchero era coltivata in Sicilia almeno fino al XVI secolo e nel sud della Spagna fino ai nostri giorni. Malgrado la compatibilità con il clima dell'Europa meridionale, in queste regioni la coltivazione della canna ha carattere di marginalità in quanto le sue elevate esigenze termiche non permettono, a queste latitudini, l'espressione della sua potenzialità produttiva: la massima resa in zucchero si ottiene, infatti, a distanza di un anno dall'impianto ma la coltivazione nelle regioni temperate può essere condotta solo con un ciclo produttivo primaverile-estivo come per tutte le colture di origine tropicale. Nelle condizioni ambientali della Sicilia si possono ottenere, in condizioni ottimali, produzioni dell'ordine di 65-85 t/ha di materia prima, contro, ad esempio, le 105 t/ha che si ricavano nelle regioni maggiormente vocate, ma il divario aumenta sensibilmente in termini di resa in zucchero, a causa della brevità del ciclo di coltivazione.

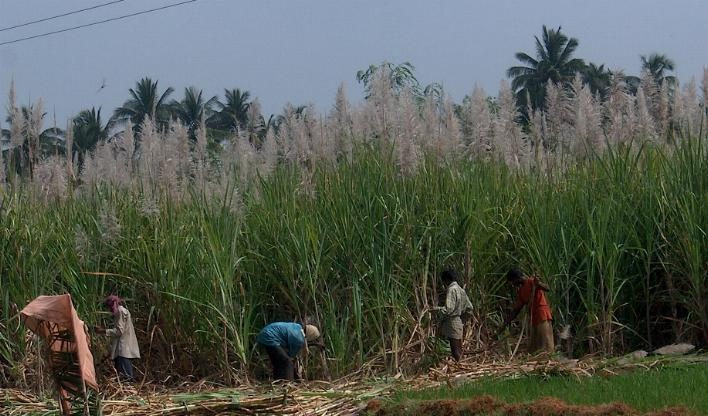
Raccolta manuale della canna da zucchero.

Per i motivi sopra esposti, la coltivazione della canna si colloca, in condizioni ottimali, nelle regioni della fascia tropicale. Dopo la scoperta dell'America, la coltura si estese, su ampia scala, nei Caraibi e nel Sudamerica e divenne una delle principali risorse economiche di cui beneficiavano i regimi coloniali delle grandi monarchie europee. Il rapporto di dipendenza dell'Europa dai territori coloniali fu però la base per il successo della barbabietola. Nel 1747, il chimico tedesco Andreas Sigismund Marggraf scoprì la presenza del saccarosio nella radice della barbabietola, ma la diffusione di questa specie come pianta saccarifera si ebbe solo nel secolo successivo: nel corso delle guerre napoleoniche, l'embargo attuato dagli inglesi ostacolava l'importazione dello zucchero di canna nei porti francesi. Questa azione politico-militare diede impulso alla coltivazione della barbabietola da zucchero, che alle latitudini dell'Europa centrale trova la sua massima potenzialità produttiva, diventando la principale rivale della canna fra le piante saccarifere.
A partire dall'Ottocento, l'economia dello zucchero ha due grandi aree di produzione, corrispondenti rispettivamente alle latitudini medie e a quelle basse. Nelle prime è diffusa la barbabietola, nelle seconde la canna. Malgrado la complementarità geografica delle due colture, la globalizzazione ha posto la barbabietola in una posizione di netto svantaggio nei confronti della canna, determinandone un lento declino iniziato negli ultimi decenni del XX secolo.

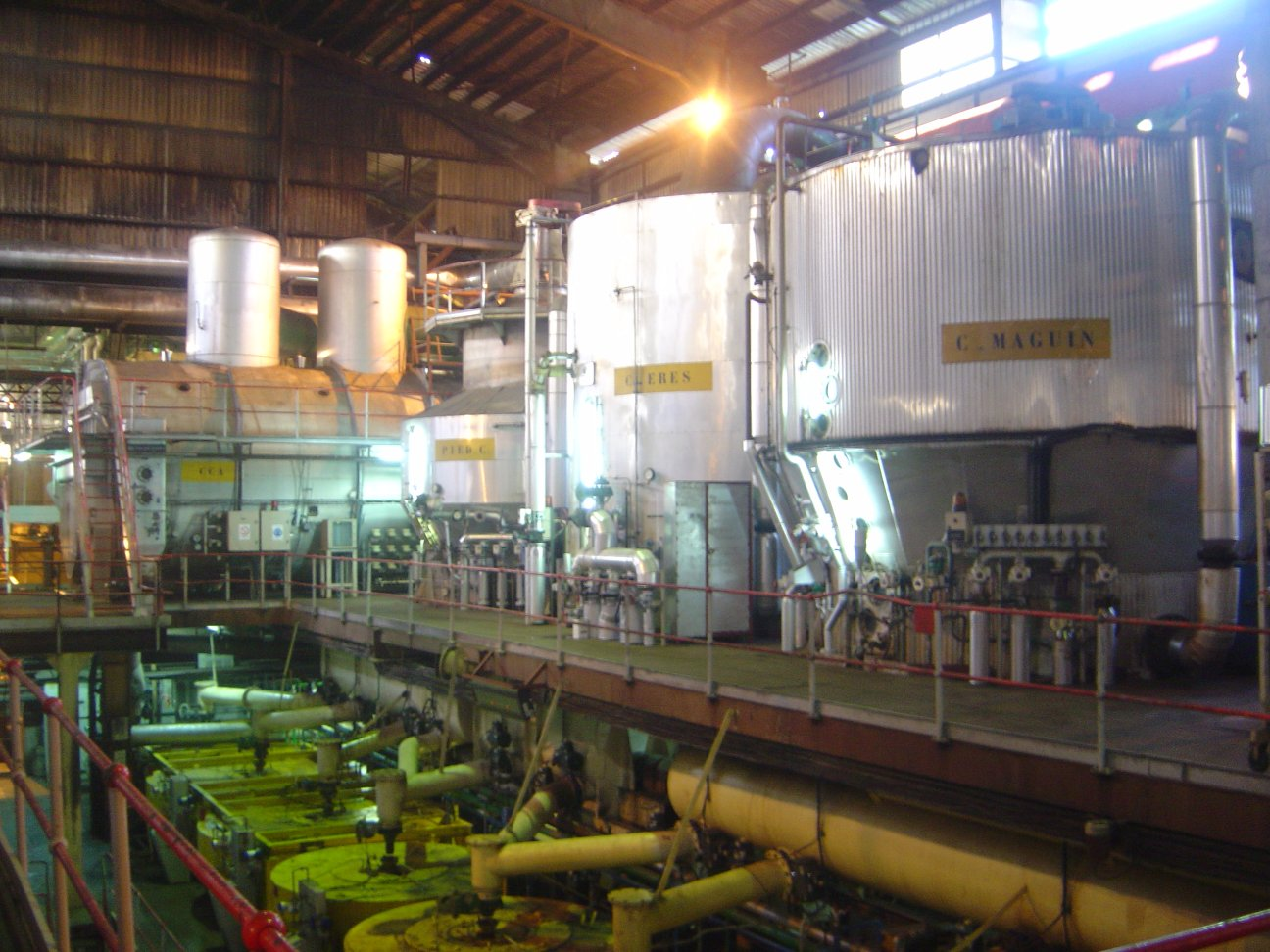
Interno di uno zuccherificio nell'isola della Riunione.

La resa in zucchero della barbabietola arriva, in condizioni ottimali, a punte di 12-14 t/ha, paragonabili a quelle di una coltivazione di canna, che ha rese dell'ordine di 10-15 t/ha. Il confronto fra barbabietola e canna, tuttavia, regge finché si fa riferimento alle condizioni dell'Europa settentrionale e centrale: a differenza della canna, la barbabietola è una pianta C3, dotata perciò di una minore efficienza intrinseca della fotosintesi, ma in regimi termici relativamente alti, durante la notte, la respirazione consuma ingenti quantitativi di zucchero, riducendo l'assimilazione netta di questa coltivazione. Per questo motivo, nelle regioni temperate calde, come ad esempio si verifica negli ambienti mediterranei, le rese in zucchero della barbabietola sono piuttosto basse, dell'ordine di 7-8 t/ha in condizioni ottimali. Nelle regioni più calde, alle latitudini proprie dell'Italia meridionale e insulare, la produttività della bietola si mantiene su livelli accettabili solo prolungando il ciclo di coltivazione, anticipando la semina in autunno ed evitando un eccessivo ritardo della raccolta in estate. A questi requisiti si aggiunge l'esigenza di mantenere la coltura in condizioni ottimali di nutrizione idrica e minerale e di stato sanitario. In generale, perciò, i livelli produttivi della barbabietola, nelle aree meno vocate, richiedono costi non trascurabili per la concimazione, l'irrigazione, per controllo delle piante infestanti e delle avversità in generale.
Per le ragioni sopra esposte, la competizione economica fra la barbabietola e la canna è sostenibile solo con l'adozione di politiche protezionistiche che penalizzino lo zucchero di canna nel mercato internazionale, come si è verificato, in Europa, nella prima fase della Politica agricola comune: l'istituzione di prelievi all'importazione e di sussidi all'esportazione, proseguita poi in regime di quota dagli anni ottanta, ha finora mantenuto lo zucchero di barbabietola competitivo nei confronti dello zucchero di canna, ma le attuali condizioni di mercato sfavoriscono nettamente lo zucchero prodotto nelle regioni temperate rispetto a quello delle regioni tropicali.

### Cereali

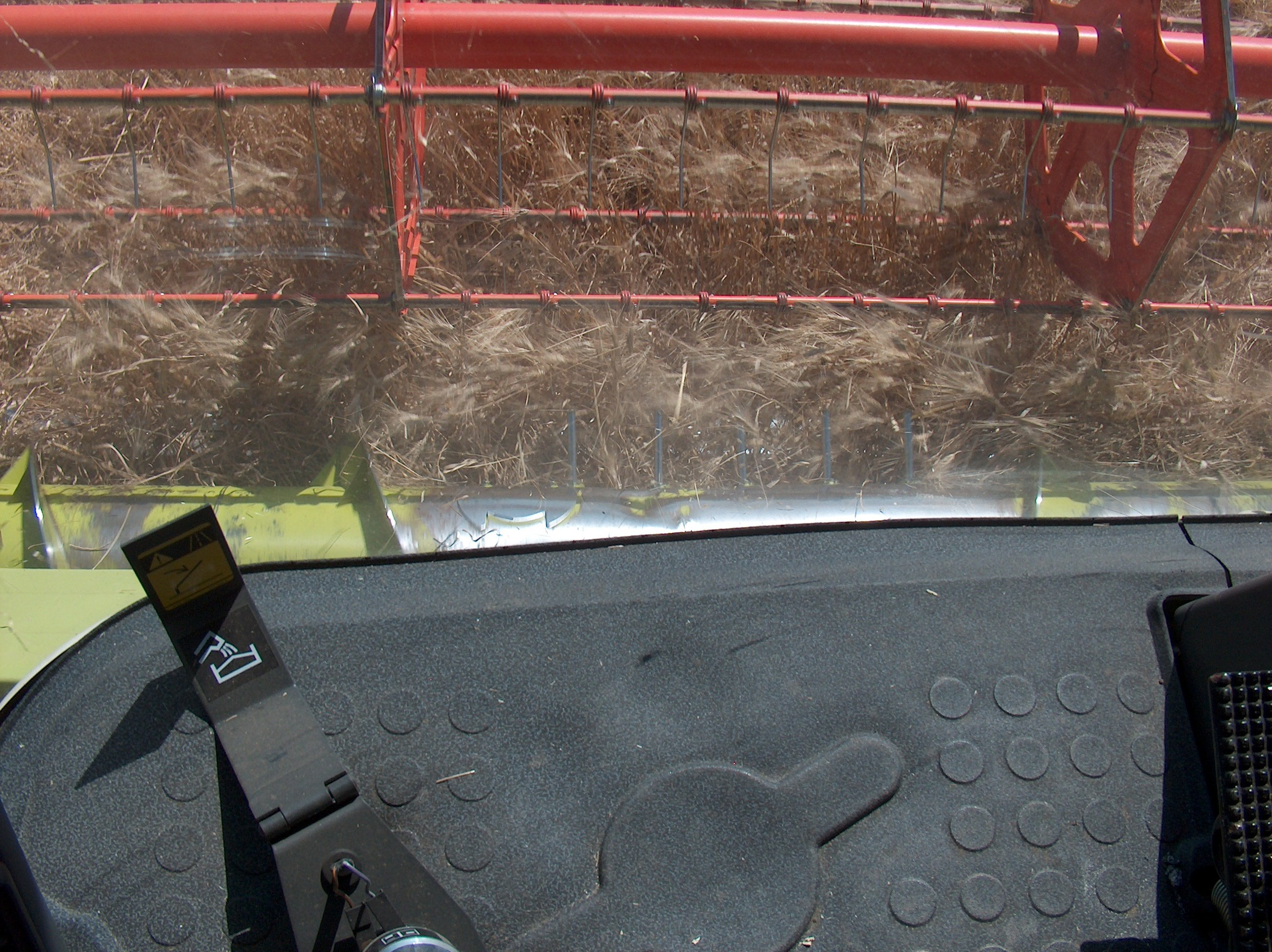
Mietitura del grano duro in Sardegna: particolare della testata di raccolta vista dalla cabina di guida.

Si considerano piante industriali i cereali destinati principalmente alla trasformazione industriale per molteplici scopi, fra i quali sono fondamentali l'estrazione di farine, semole, amido, malto, etanolo e la produzione di biomasse microbiche (industria del lievito). I cereali industriali per eccellenza sono il mais, il frumento, l'orzo e il riso. L'industria tradizionalmente interessata da questi prodotti è quella molitoria: ad essa sono collegate importanti filiere, di cui alcune interessate all'alimentazione umana, come ad esempio quelle della pasta e del pane, altre all'alimentazione del bestiame che fondamentalmente impiega i sottoprodotti della trasformazione del grano, del mais, dell'orzo e del riso o, direttamente, la granella di mais, orzo e sorgo. Altre industrie interessate alla trasformazione dei cereali hanno ambiti più limitati e riguardano specificamente solo alcune specie di cereali: sono tali l'industria dell'amido (mais e, in misura più limitata, frumento e riso), la distilleria (mais e, in misura più limitata, frumento e orzo), il birrificio (orzo e, secondariamente, altri frumento e riso). Il progressivo interesse verso i biocarburanti ha dirottato, dopo il 2000, un'ampia fetta del mercato dei cereali verso la produzione dell'etanolo, destinato ad usi energetici.
Un impiego particolare riguarda il "germe di mais", composto dall'embrione della cariosside, sottoprodotto dell'industria molitoria che per il non trascurabile contenuto in grassi è destinato all'oleificio per l'estrazione dell'olio di semi di mais, ad uso alimentare. Un reimpiego analogo, ma di misura più circoscritta, riguarda il "germe di grano", il cui olio è utilizzato in campo erboristico.

### Oleaginose

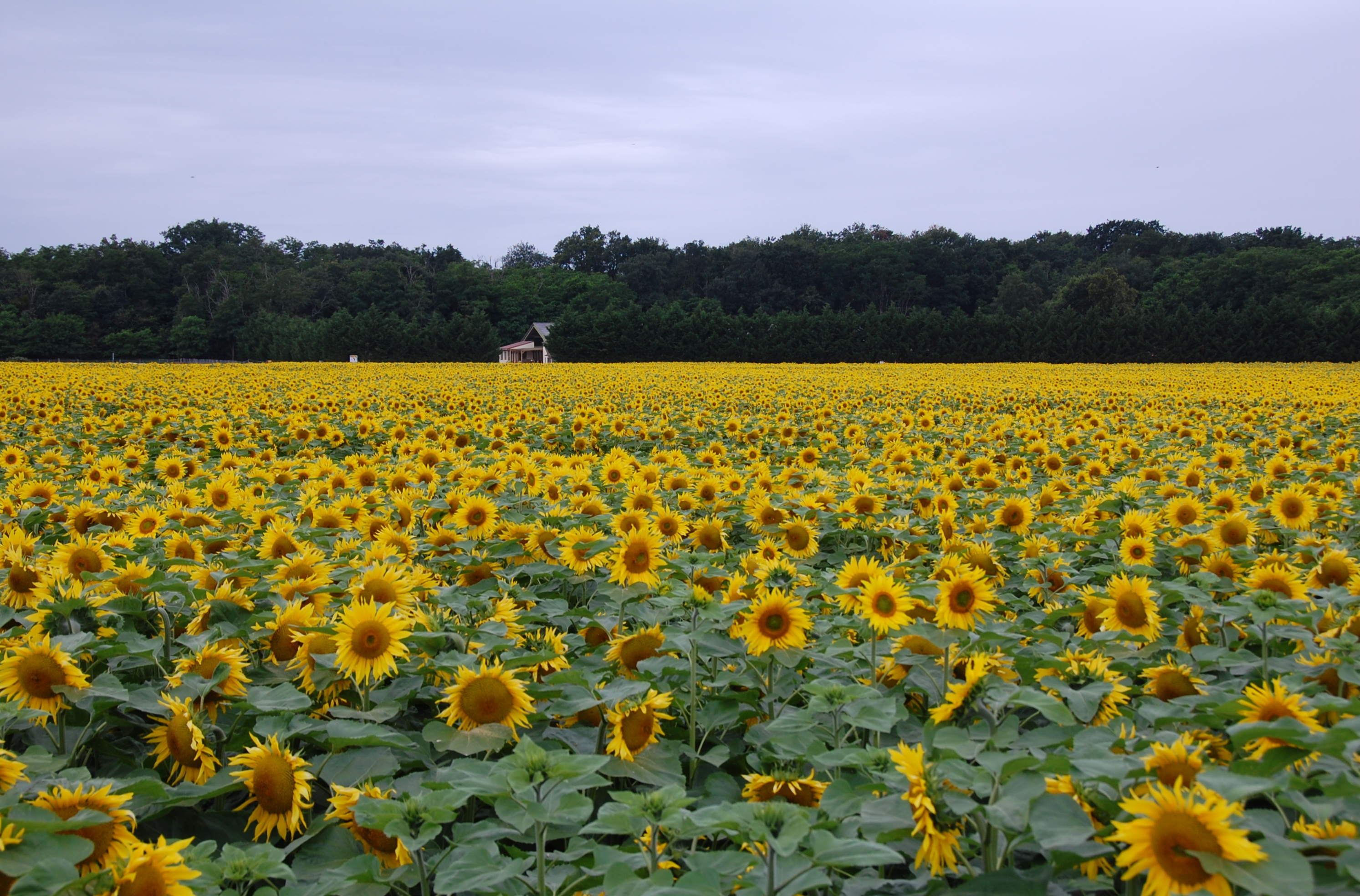
Campo di girasole in Francia.

Si definiscono oleaginose o più estesamente oleoproteaginose quelle colture finalizzate alla produzione di semi destinati all'estrazione di oli vegetali e, secondariamente, alla trasformazione in mangimi. La funzione trofica del seme, destinato a soddisfare i fabbisogni nutritivi delle giovani piantine fino all'acquisizione dell'autotrofia, fa sì che in esso si accumulino particolari concentrazioni di lipidi e proteine. L'elenco delle piante potenzialmente oleaginose e/o proteaginose è virtualmente lungo, ma la destinazione delle coltivazioni a questi scopi è subordinata alla presenza di specifici requisiti tecnici e merceologici. L'insieme delle colture oleoproteaginose è perciò sensibilmente più circoscritto e, per importanza e diffusione, sono meno di una decina le oleoproteaginose propriamente dette. Gli oli estratti da questi semi rientrano nella categoria generica degli oli di semi, anche se talvolta la materia prima è rappresentata dal frutto. L'utilizzo di questi oli è prevalentemente alimentare oppure prevalentemente non alimentare. In quest'ultimo caso gli oli sono destinati ad uso alimentare solo in miscele di differenti oli (olio di semi vari) in cui sono presenti in quantità ridotte e dopo opportuni trattamenti a causa della loro tossicità intrinseca.

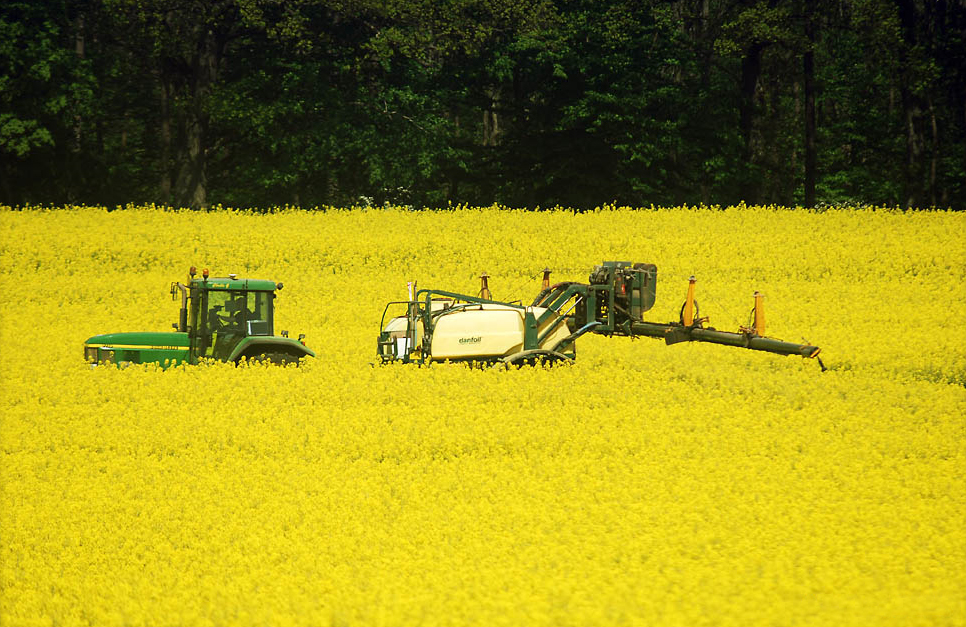
L'aspetto suggestivo di un campo di colza (Svezia).

Le oleaginose più importanti destinate prevalentemente ad uso alimentare sono la soia, l'arachide, il girasole e, in misura minore, il sesamo. Quelle più importanti destinate ad usi prevalentemente non alimentari sono il cotone, il lino, la colza. In misura minore, sempre per usi specifici non alimentari, sono diffuse come piante oleaginose il cartamo e il ricino. Fra gli usi non alimentari, gli oli vegetali trovano impiego soprattutto nell'industria chimica per la produzione di solventi, vernici, prodotti farmaceutici, lubrificanti, ecc. Di particolare interesse è infine la destinazione degli oli di colza e di soia alla produzione del biodiesel.
Dall'estrazione dell'olio si ottiene, come prodotto di scarto, una consistente quantità di biomassa con un contenuto proteico non indifferente, in alcuni casi superiore anche al 40%. Questo sottoprodotto è reimpiegato nell'industria dei mangimi per l'alimentazione del bestiame. I sottoprodotti sono distinti in due tipi: il panello propriamente detto, ottenuto da processi di estrazione per pressione, e la farina di estrazione, ottenuta da processi di estrazione per solvente. Il tenore proteico dipende, oltre che dalla specie agraria, anche dal tipo di lavorazione della materia prima: i valori più alti si hanno nelle farine esauste ottenute dall'impiego di semi decorticati, in particolare della soia, la specie oleoproteaginosa per eccellenza, quelli più bassi si hanno nei panelli ottenuti dall'impiego di semi non decorticati, come ad esempio il panello di girasole.
L'utilizzo dei panelli e delle farine di estrazione come concentrati ad alto valore proteico, per l'alimentazione del bestiame, è la principale alternativa all'impiego delle farine di carne e di pesce. Un secondo ambito di impiego di questi sottoprodotti, finora visto come prospettiva futura, è la destinazione all'alimentazione umana come integratore proteico.

### Proteaginose

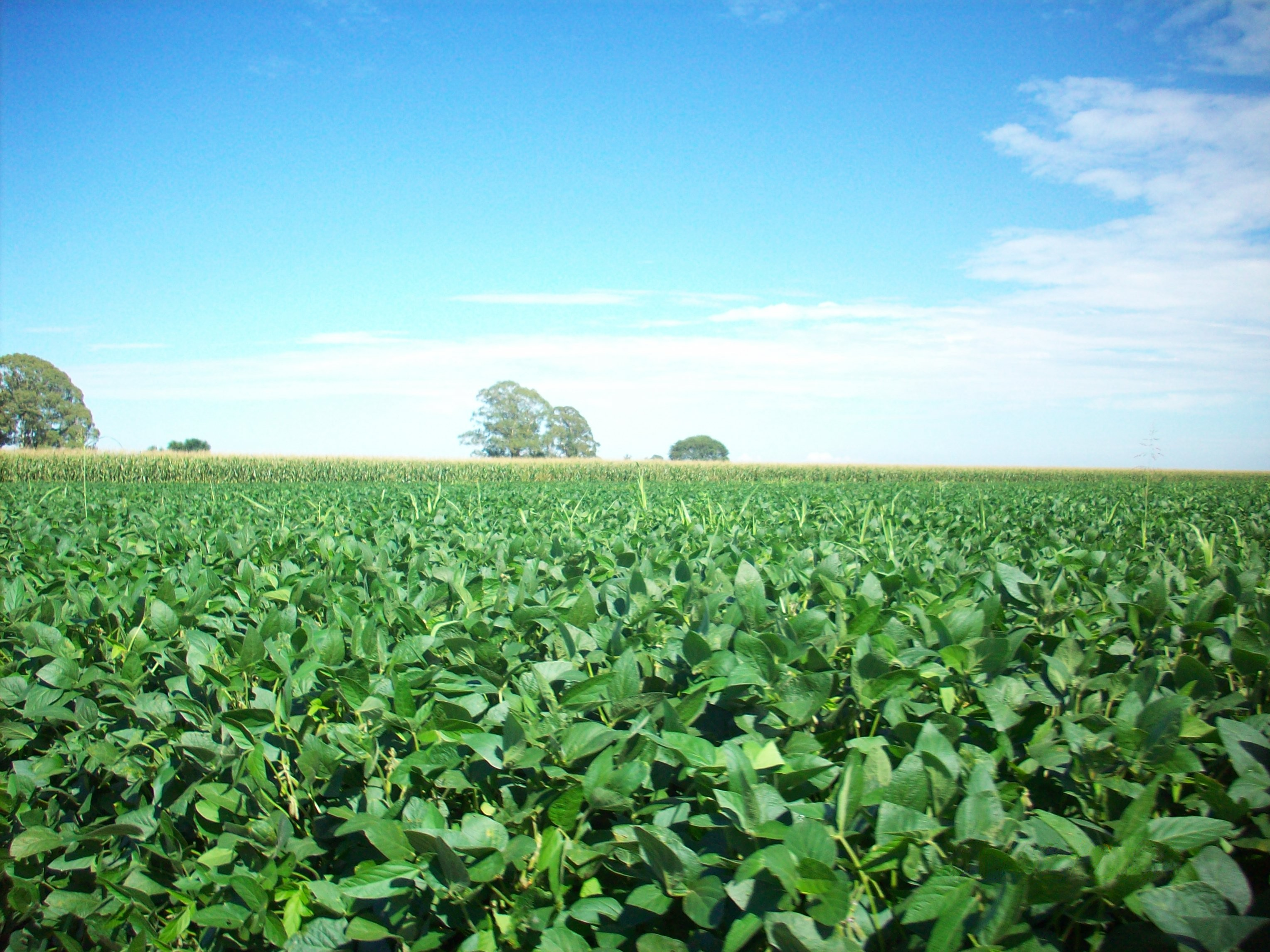
Campo di soia in Argentina. Anche se coltivata principalmente per l'estrazione dei grassi, la soia, come oleoproteaginosa per eccellenza, è la più importante fonte di proteine vegetali nel mondo.

Le proteaginose sono le colture industriali i cui prodotti sono destinati alla produzione di mangimi ad alto tenore proteico. La definizione si applica per estensione a tutte le leguminose da granella o civaie, ad eccezione dell'arachide e della soia, che, essendo destinate principalmente alla produzione di grassi alimentari, sono definite oleoproteaginose.
La coltivazione delle proteaginose per usi industriali ha un carattere di marginalità, rispetto ad altre colture industriali. In generale, le tradizionali leguminose da granella (fagiolo, pisello, fava, cece, lenticchia, ecc.) rappresentano una delle fondamentali fonti di proteine per le popolazioni in via di sviluppo e si collocano pertanto come coltivazione complementare a quella dei cereali. La crescita economica, tuttavia, influisce sulle abitudini alimentari deviando la preferenza verso le proteine di origine animale, di più alto valore biologico. Nei regimi ad agricoltura di mercato, perciò, le tradizionali proteaginose escono dagli avvicendamenti colturali per essere relegate ad aree marginali, per lo più di collina, le sole in grado di valorizzare queste colture, a causa delle modeste rese e della modesta capacità di penetrazione nella filiera della trasformazione industriale. L'industria mangimistica è infatti maggiormente orientata alla trasformazione di materie prime provenienti dalla cerealicoltura e dei sottoprodotti di altri processi industriali. La principale proteaginosa che mostra apprezzabili prospettive di sviluppo è il pisello proteico, che si pone come valida alternativa ai tradizionali integratori proteici, provenienti dall'industria dei grassi vegetali, in regimi zootecnici sostenibili.

### Piante da fibra

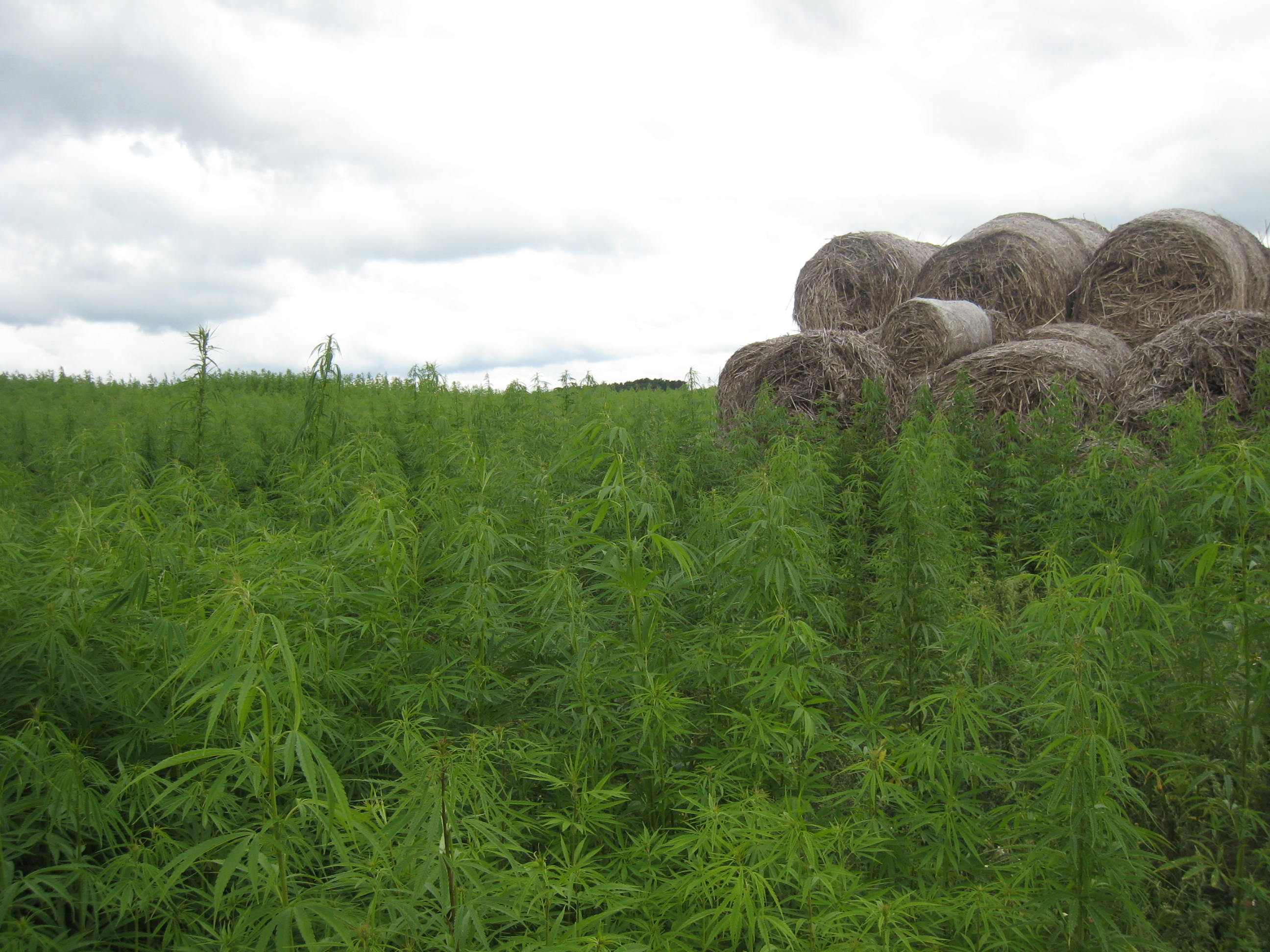
Campo di canapa da fibra nella Germania nordorientale.

Le principali piante erbacee coltivate tradizionalmente per la produzione di fibre tessili sono il cotone, il lino e la canapa. Ad esse si aggiungono alcune specie del genere Boehmeria, da cui si ricava il ramiè, coltivate in Asia e Sudamerica. La coltivazione delle piante da fibra ha origini remote: la canapa si coltivava in Cina 4500 anni A.C., la coltivazione del lino era già conosciuta dai Romani e dai Greci. Del cotone si ritiene che la sua coltivazione abbia avuto inizio in India e la sua introduzione nel Mediterraneo risale al IX secolo, ad opera degli Arabi.
Cotone, lino e canapa hanno avuto un'ampia diffusione nel corso dei secoli, il primo nelle regioni tropicali e subtropicali, lino e canapa nelle regioni temperate, ma, a partire dal XIX secolo, queste piante hanno subito destini differenti. La coltivazione della canapa, impiegata soprattutto per produrre cordami, raggiunse l'acme nell'Ottocento, ma in seguito subì un lento e progressivo declino a causa della diffusione del cotone e dell'avvento delle navi a vapore. Il lino, usato prevalentemente per produrre tessuti, ha subito anch'esso la concorrenza del cotone. La coltivazione del cotone ha vissuto invece una sempre più larga diffusione. Nella seconda metà del XX secolo l'importanza delle fibre vegetali, sia nella produzione di tessuti sia nella produzione di manufatti, ha subito un forte ridimensionamento con l'introduzione delle fibre sintetiche, determinando tre differenti destini della coltivazione di queste piante: la coltivazione della canapa si è ridotta fino alla quasi totale scomparsa, la coltivazione del lino trova ancora una certa dimensione, sia pur limitata, mentre il cotone ha retto il confronto con le fibre sintetiche per i molteplici impieghi. A titolo d'esempio, in Italia si coltivavano circa 100 000 ettari a canapa, mentre negli anni settanta si investivano appena poche centinaia di ettari.

### Piante alcoligene

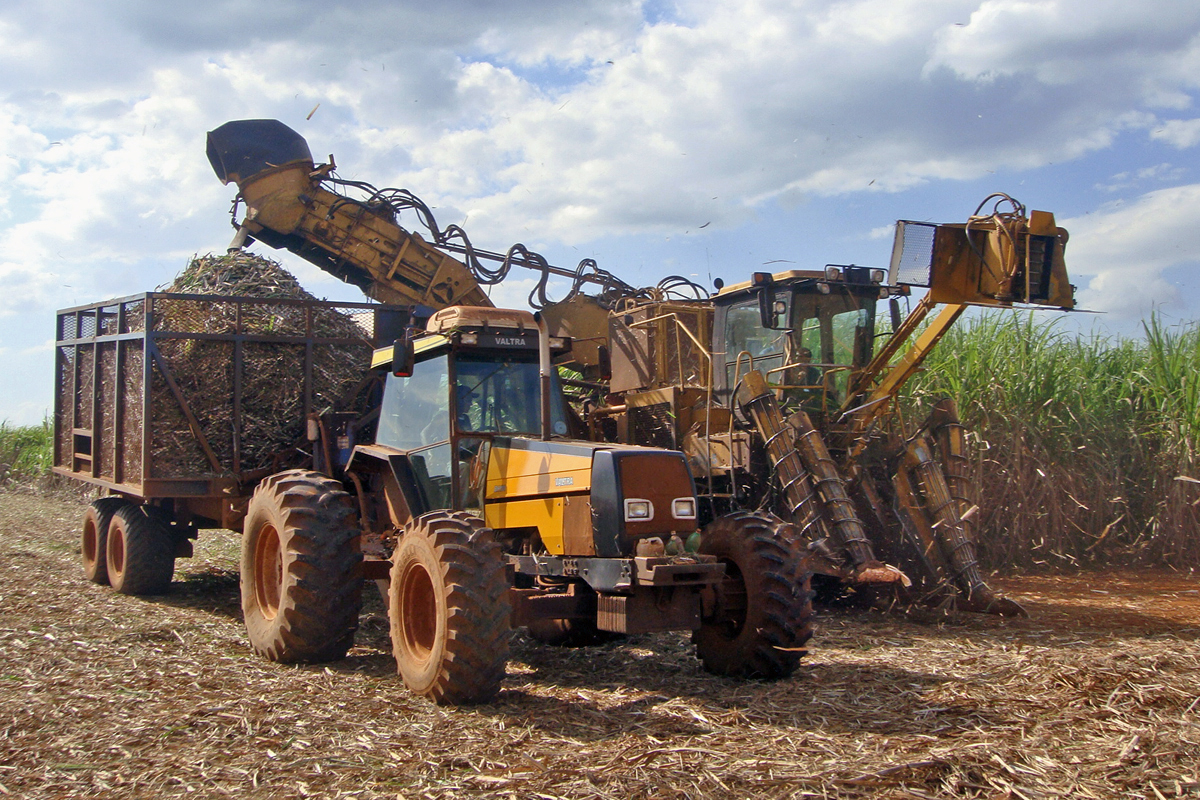
Raccolta meccanica della canna da zucchero, destinata alla produzione di bioetanolo (Brasile).

Sono piante alcoligene quelle il cui prodotto può essere destinato ad un processo fermentativo destinato alla produzione di etanolo da impiegare per scopi energetici come additivo della benzina. Sotto l'aspetto strettamente biochimico un substrato potenzialmente alcoligeno contiene un apprezzabile tenore in zuccheri fermentescibili (saccarosio, glucosio, fruttosio) oppure polisaccaridi che, attraverso processi di digestione enzimatica o microbica, possono essere convertiti in zuccheri fermentescibili. Questi rappresentano la base di partenza di un processo che in sostanza contempla due fasi fondamentali: una fase fermentativa, nel corso della quale si attua la fermentazione alcolica, e una fisica, con la quale si estrae l'etanolo attraverso un processo di distillazione.
In linea teorica sono potenzialmente alcoligene, fra le piante erbacee, tutte le piante da zucchero (barbabietola, canna, sorgo zuccherino), i cereali, le piante tuberose o rizomatose che accumulano amido o altri polisaccaridi di riserva (patata, topinambur, batata, ecc.) e, infine, le piante in grado di produrre steli ad alto tenore in cellulosa (canapa, lino). Sotto l'aspetto pratico, tuttavia, l'effettiva vocazione di una coltura ad essere destinata alla produzione di etanolo dipende dal rendimento energetico, ovvero dal rapporto fra energia prodotta ed energia consumata, e dal rendimento economico, ovvero dal rapporto tra ricavo e costo di produzione.

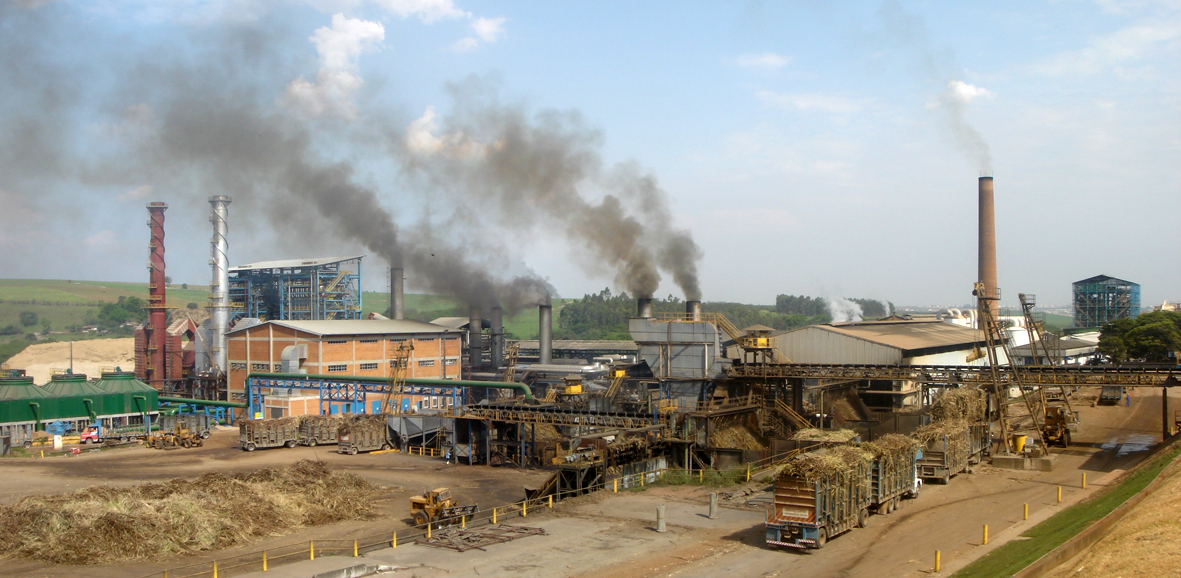
Uno zuccherificio in Brasile, con annesso impianto per la conversione in bioetanolo (a destra).

Questi parametri sono destinati a variare in funzione di specifiche condizioni temporali e territoriali, rendendo conveniente o meno la conversione energetica di colture potenzialmente alcoligene. Ad esempio, a cavallo fra gli anni settanta e gli anni ottanta, le conoscenze tecniche rendevano fattibile la conversione energetica della barbabietola da zucchero in alcol con rendimenti energetici superiori a quelli del mais o delle patate, ma le prerogative della filiera bieticola rendevano economicamente sconveniente questa conversione, in quanto il costo di produzione dell'etanolo da bietola era, comparato in termini di equivalenti, almeno quattro volte superiore al prezzo alla produzione della benzina. Al contrario, la produzione di bioetanolo da canna da zucchero è tecnicamente ed economicamente conveniente da diversi decenni, al punto che in Brasile è operativa fin dagli anni settanta.
Oltre alla canna da zucchero e ai cereali, fra le piante impiegate come alcoligene, su scala più o meno vasta o, almeno, in via sperimentale, si citano il topinambur in Francia e Belgio e il sorgo zuccherino negli USA.

### Piante officinali, aromatiche e da droga

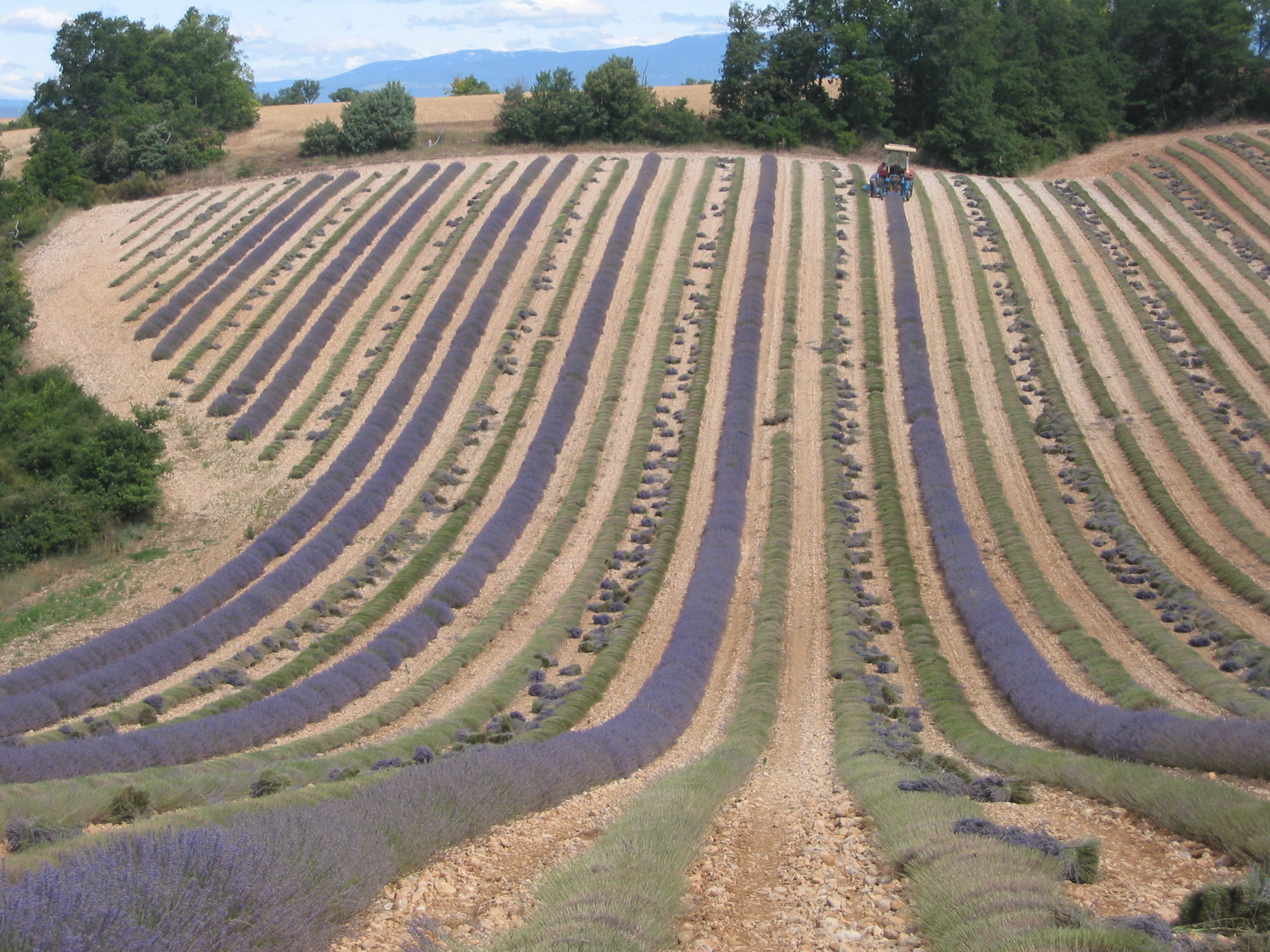
Raccolta meccanica della lavanda in Provenza (Francia). La particolare vocazione di questa regione per la coltivazione della lavanda e la meccanizzazione delle operazioni colturali ne hanno permesso la trasformazione in una coltura industriale a tutti gli effetti.

Questa vasta ed eterogenea categoria comprende piante contenenti alcaloidi o altri principi attivi che hanno, secondo la specie, proprietà medicinali, aromatiche oppure psicotrope oppure una combinazione di queste. Sia le piante medicinali sia quelle aromatiche sono utilizzate tradizionalmente dalla farmacopea popolare senza particolari trasformazioni: nella generalità dei casi si ricorre all'utilizzo del prodotto tal quale, allo stato fresco, all'essiccazione o all'estrazione per macerazione in mezzi liquidi (olio, vino, aceto). La farmacia e l'erboristeria, allo scopo di rendere più efficaci i trattamenti medicamentosi a base di piante officinali, hanno evoluto, nel tempo, sistemi di estrazione artigianali che concentrano il principio attivo. L'applicazione della chimica e della fisica ha infine elaborato tecnologie di separazione più o meno sofisticate che, in laboratorio o su scala industriale, permettono l'isolamento dei principi attivi. In assenza di equivalenti sintetici che surrogano o esaltano le proprietà del principio attivo naturale, l'industria chimica ricorre all'estrazione impiegando come materia prima il vegetale.
La coltivazione di piante aromatiche e/o officinali per scopi industriali, nella generalità dei casi si svolge su piccola scala e in contesti territoriali circoscritti. Spesso la difficoltà di meccanizzare la tecnica colturale sposta queste coltivazioni in paesi in via di sviluppo o, comunque, in regioni dove il costo del lavoro è relativamente basso, perciò la maggior parte delle coltivazioni di questo tipo si svolge in regime estensivo ad alto tasso di impiego di forza lavoro. La limitata diffusione nelle regioni ad economia avanzata conferisce a queste colture un carattere di vera e propria marginalità tale da escluderle da un qualsiasi contesto di ordinarietà. Solo alcune specie aromatiche, in grado di fornire rese non trascurabili e di essere adattate alla meccanizzazione, sono interessate da una coltivazione su scala più vasta in virtù della forte domanda da parte dell'industria.

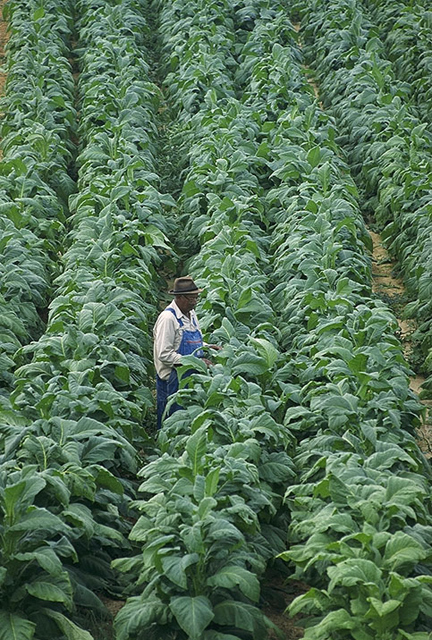
Piantagione di tabacco in Virginia (USA).

Nelle regioni temperate, le specie più interessate sono la menta, la lavanda vera e il suo ibrido lavandino e, su scala più limitata, il luppolo. La menta e le lavande sono utilizzate per l'estrazione degli oli essenziali, che trovano molteplici impieghi come aromatizzanti in campo farmaceutico, cosmetico, alimentare. Il luppolo, invece, pur avendo proprietà officinali, è impiegato quasi esclusivamente come aromatizzante nell'industria della birra.
Le piante da droga, per lo meno quelle erbacee, si inseriscono invece in un contesto particolare: per l'effetto psicotropo dei loro principi attivi, associato ad effetti collaterali più o meno dannosi per la salute, la loro coltivazione è soggetta in molti stati a regolamentazione fino al divieto totale. Le sole piante da droga ad ampia diffusione sono quelle del genere Nicotiana, di cui la più importante è Nicotiana tabacum, le cui foglie, opportunamente trattate, sono destinate all'industria del tabacco e, in misura minore, all'industria chimica per altri impieghi. Le campagne antifumo attivate in molte nazioni hanno ridimensionato l'importanza di questa coltura negli ultimi decenni, tuttavia il tabacco resta ancora oggi, per la specificità della sua tecnica agronomica, uno degli esempi più emblematici di coltura industriale.
Fra le piante da droga erbacee interessate dalla coltivazione su larga scala meritano un cenno particolare la canapa indiana e il papavero da oppio. La coltivazione di queste specie, soggetta a rigida regolamentazione per scopi particolari, si svolge in gran parte in condizioni di illegalità, in aree più o meno circoscritte dell'America Latina, del Nordafrica, del Medio Oriente e dell'Asia. I prodotti di queste piante sono sottoposti a trasformazioni di carattere artigianale ma che, per la dimensione economica della filiera, assumono i connotati di una vera e propria industria che opera in piena illegalità su scala mondiale.

### Piante ortive

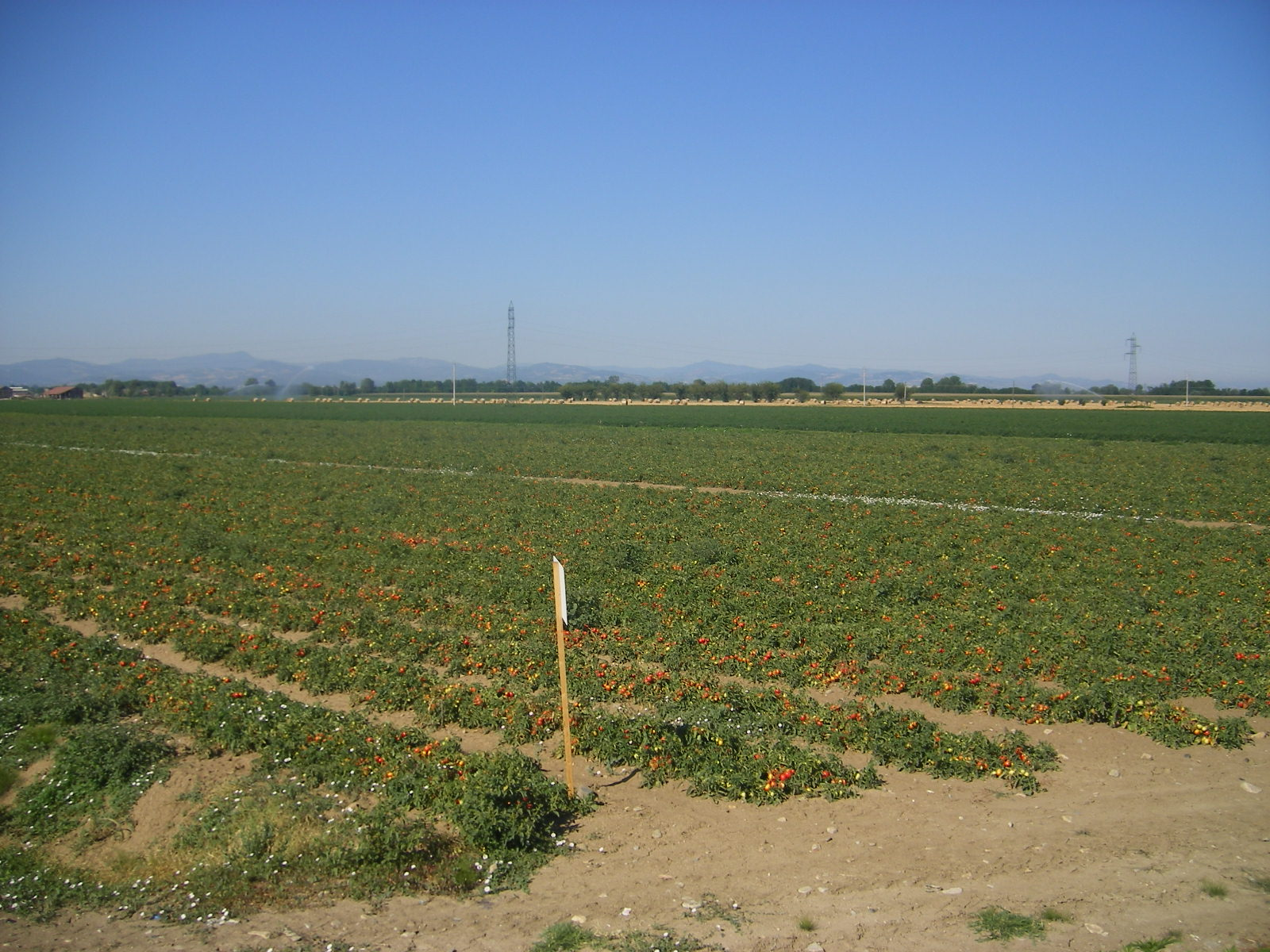
Campo di pomodoro da industria in Emilia. Nell'Italia settentrionale questa coltivazione assume a tutti gli effetti la prerogativa di una coltura industriale integralmente meccanizzata.

La coltura ortiva presenta in generale la connotazione di una coltivazione attuata su appezzamenti di modesta estensione, finalizzata alla produzione di ortaggi destinati al consumo fresco o a processi di trasformazione che incidono poco sulle caratteristiche del prodotto agroalimentare finito. Le centrali ortofrutticole sono industrie di trasformazione a tutti gli effetti, ma in agronomia si tende a trattare le colture ortive in una categoria specifica distinta da quella generica di coltura industriale. La coltivazione ortiva può però assumere connotazioni proprie di una coltura industriale, ovvero si pratica su grandi estensioni, con alto livello di meccanizzazione della tecnica colturale, con sistemi di raccolta meccanizzata, con il conferimento del prodotto ad un'industria di trasformazione allo scopo di produrre semilavorati, conserve alimentari, ecc. In questo caso si usa spesso il termine di ortiva in pieno campo in quanto la conduzione della coltivazione si esercita con criteri differenti da quelli dell'orticoltura classica e propri, invece, delle coltivazioni industriali.
Sotto questo aspetto, la coltura ortiva industriale per eccellenza è il pomodoro da industria, prodotto destinato in gran parte alla trasformazione industriale per la produzione di conserve (pomodoro pelato, polpa di pomodoro, passata di pomodoro, concentrato di pomodoro, succo di pomodoro, ecc.). La coltivazione del pomodoro da industria è impostata esclusivamente in funzione delle esigenze dell'industria conserviera, spesso con sistemi di conferimento basati su contratti che prevedono la scelta di ibridi con specifiche proprietà merceologiche e dell'epoca di semina.

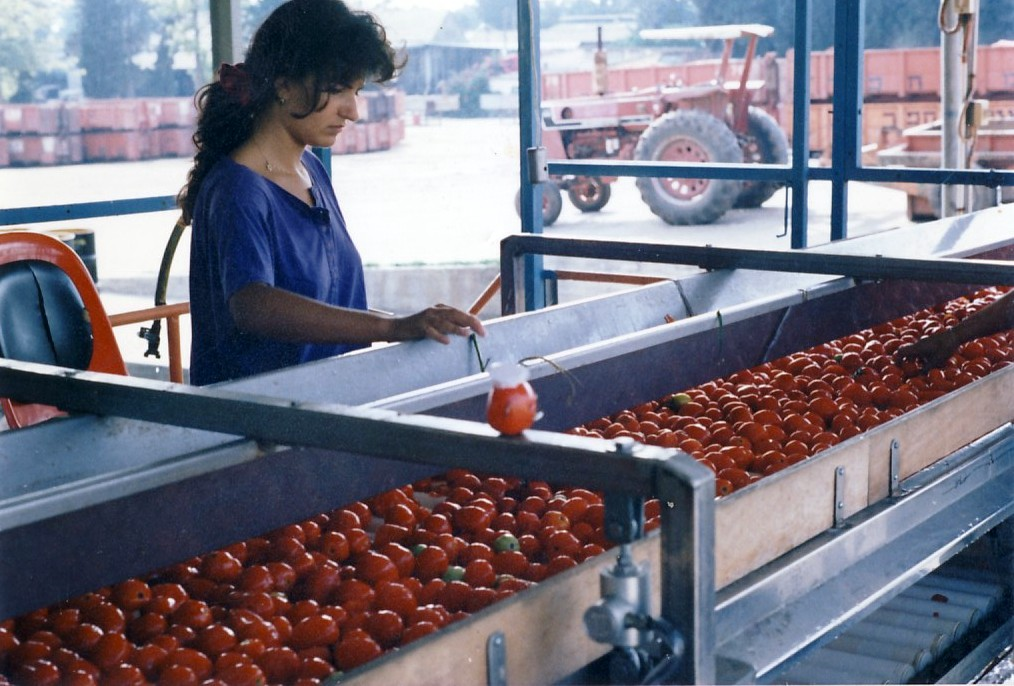
Fase iniziale della lavorazione del pomodoro da industria in Israele.

L'epoca di semina o di trapianto è fondamentale per la pianificazione dei conferimenti, allo scopo di ridurre i tempi di stoccaggio della materia prima in attesa di lavorazione e garantire il funzionamento degli impianti a ciclo continuo nell'arco di una stagione di raccolta adeguatamente lunga, che si protrae, nell'emisfero boreale, dal mese di agosto a quello di ottobre. Laddove il costo del lavoro è elevato, la coltivazione del pomodoro da industria è integralmente meccanizzata, compresa la raccolta. Quest'ultima può tuttavia ricorrere più o meno intensamente al lavoro manuale con l'adozione di sistemi di raccolta manuale, in cui la meccanizzazione si concentra sulla movimentazione del prodotto (pallettizzazione), o sulla raccolta manuale agevolata, con l'impiego di macchine raccoglitrici, in cui il lavoro manuale interviene nella fase intermedia di cernita, sulla stessa macchina. Sistemi analoghi di meccanizzazione della raccolta, più o meno integrali, sono concepiti anche per altre ortive da pieno campo destinate al conferimento all'industria conserviera (cavoli, cipolla, patata, pisello, ecc.).

## Coltivazioni arboree

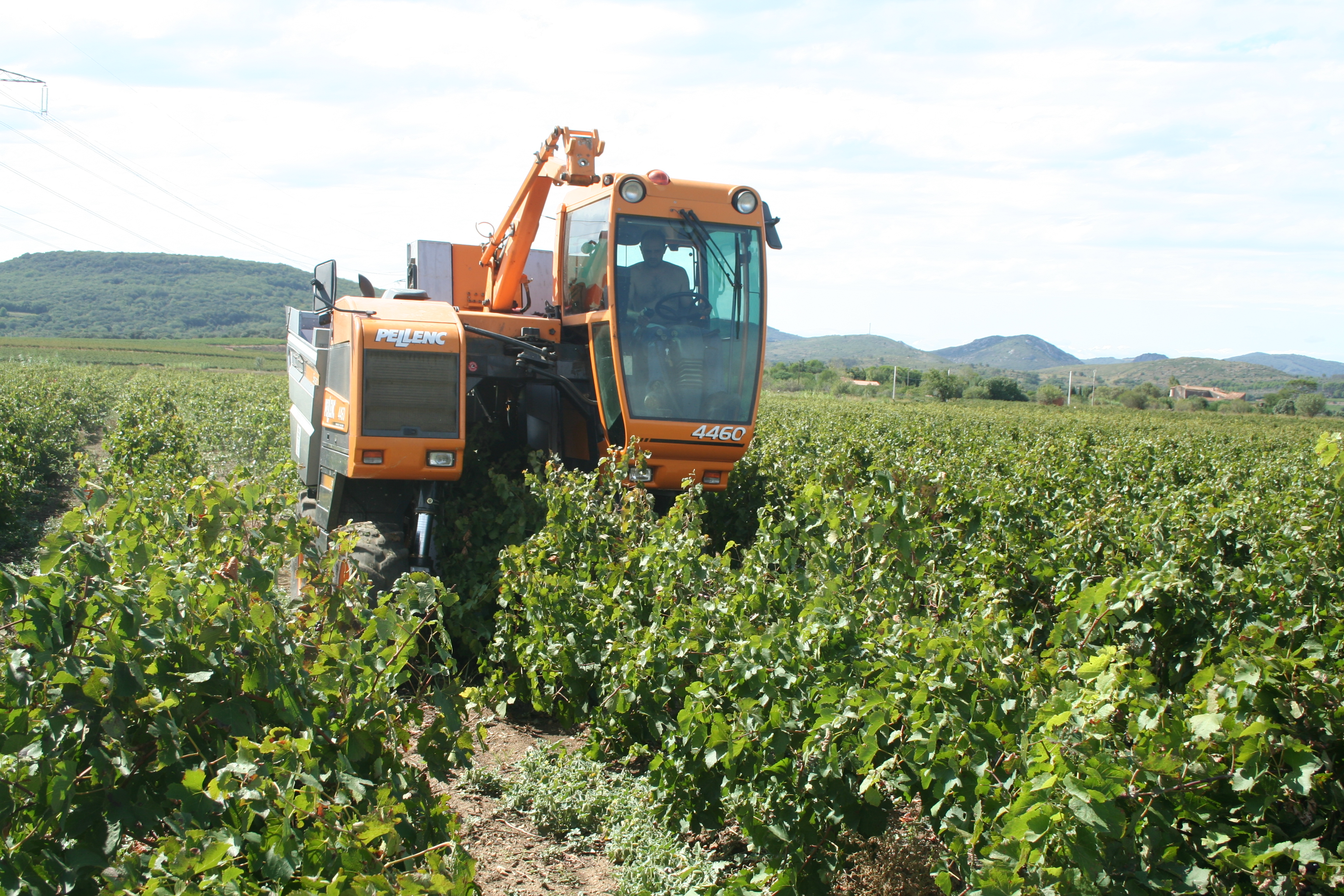
Una vendemmiatrice all'opera in un vigneto francese. La raccolta meccanica integrale in frutticoltura e viticoltura è adottata quasi esclusivamente per le produzioni destinate alla trasformazione industriale.

Il concetto di coltura industriale, ampiamente ricorrente nella trattazione delle coltivazioni erbacee, non trova riscontro, in letteratura, nella trattazione delle coltivazioni arboree da frutto (frutticoltura, olivicoltura, viticoltura). Questo non implica che le produzioni delle coltivazioni arboree non siano interessate dalla trasformazione industriale: basti pensare, a titolo esemplificativo, che due delle tre industrie agrarie tradizionalmente trattate nella letteratura delle scienze agrarie, la cantina e l'oleificio, sono concepite per la trasformazione dei prodotti di due coltivazioni arboree, l'olivo e la vite.
La conduzione di una coltivazione arborea con prodotto destinato all'industria non differisce sostanzialmente da quelle il cui prodotto è destinato al consumo fresco, In genere, le sole differenze significative risiedono nella scelta della cultivar, quando per la trasformazione industriale sono richiesti specifici requisiti merceologici, e nel sistema di raccolta che, preferibilmente, si orienta verso la meccanizzazione integrale.
Nella maggior parte delle specie, la produzione destinata all'industria è impiegata per la produzione di frutta sciroppata, confetture, succhi di frutta e nettari. In casi specifici, invece, la trasformazione industriale si attua per scopi differenti, come la produzione di bevande alcoliche per mezzo di processi fermentativi (vino dall'uva, sidro dalle mele), l'estrazione di oli vegetali (olivo, palma da olio, copra, noce, nocciolo, mandorlo, avocado, macadamia, neem), l'impiego nell'industria chimica per proprietà aromatiche, officinali, cosmetiche (agrumi, karité, mirtillo, ananas, ecc.).
Fra le arboree e arbustive degli ambienti tropicali o subtropicali, sono di grande interesse, come colture industriali, il cacao, il caffè e il tè, i cui prodotti alimentano un'industria di trasformazione su grande scala in ambito internazionale.

## Selvicoltura

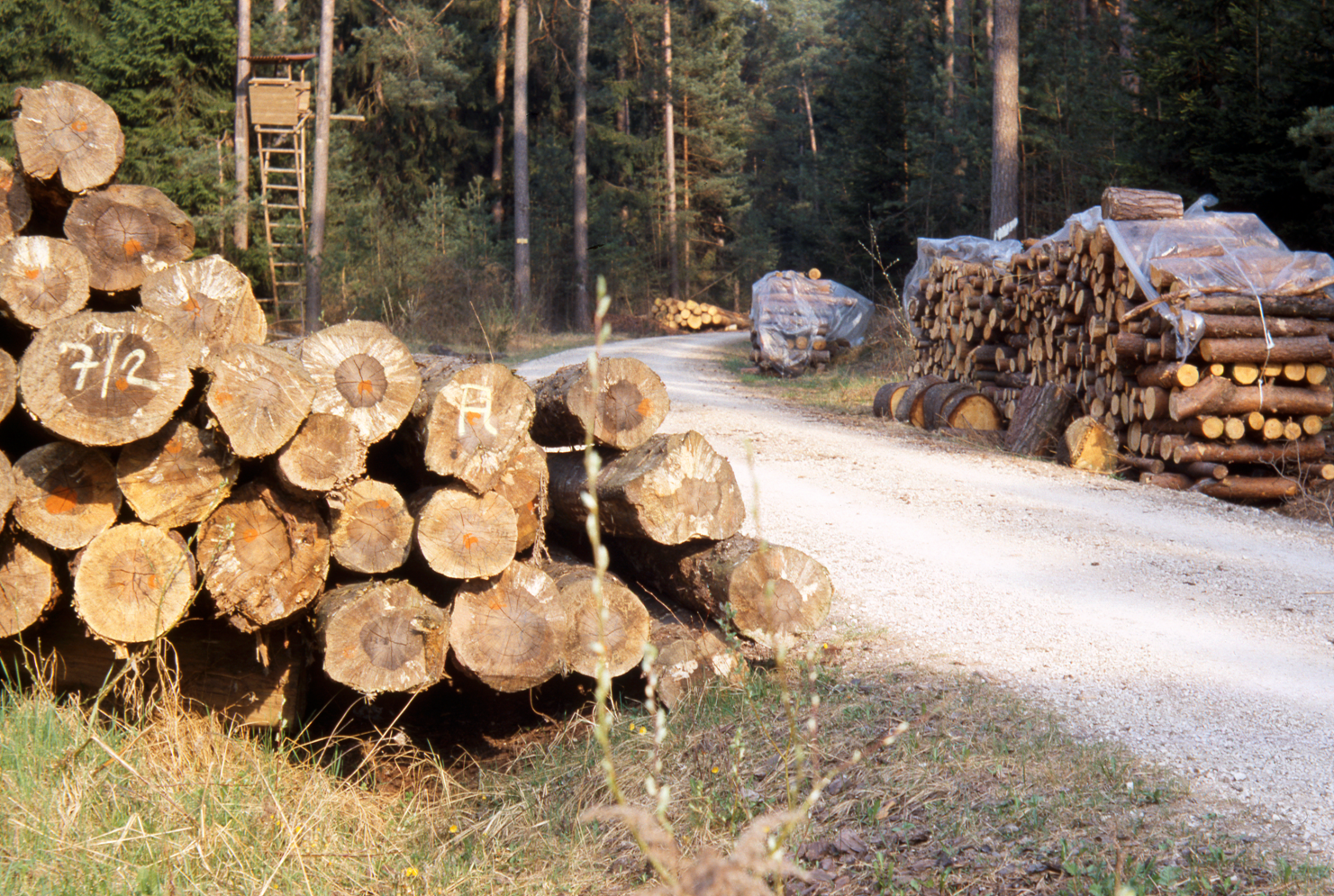
Tronchi ottenuti dal taglio di un bosco di conifere in Germania.

Anche nell'ambito della selvicoltura ricorre il concetto di pianta industriale come nelle coltivazioni erbacee, d'altra parte lo sfruttamento dei boschi naturali e l'arboricoltura da legno si prefiggono in genere lo scopo di ricavare produzioni destinate ad impieghi industriali, in particolare quando il prodotto è il legno, con la sola eccezione della legna da ardere.

### Legname
Il taglio dei boschi e delle piantagioni arboree da legno ha lo scopo di produrre assortimenti legnosi di varia natura che, secondo le caratteristiche intrinseche, trovano vari impieghi attraverso una trasformazione industriale. L'utilizzo industriale del legno si riconduce a tre tipologie fondamentali:
- Legno da opera
- Cellulosa
- Energia da biomassa

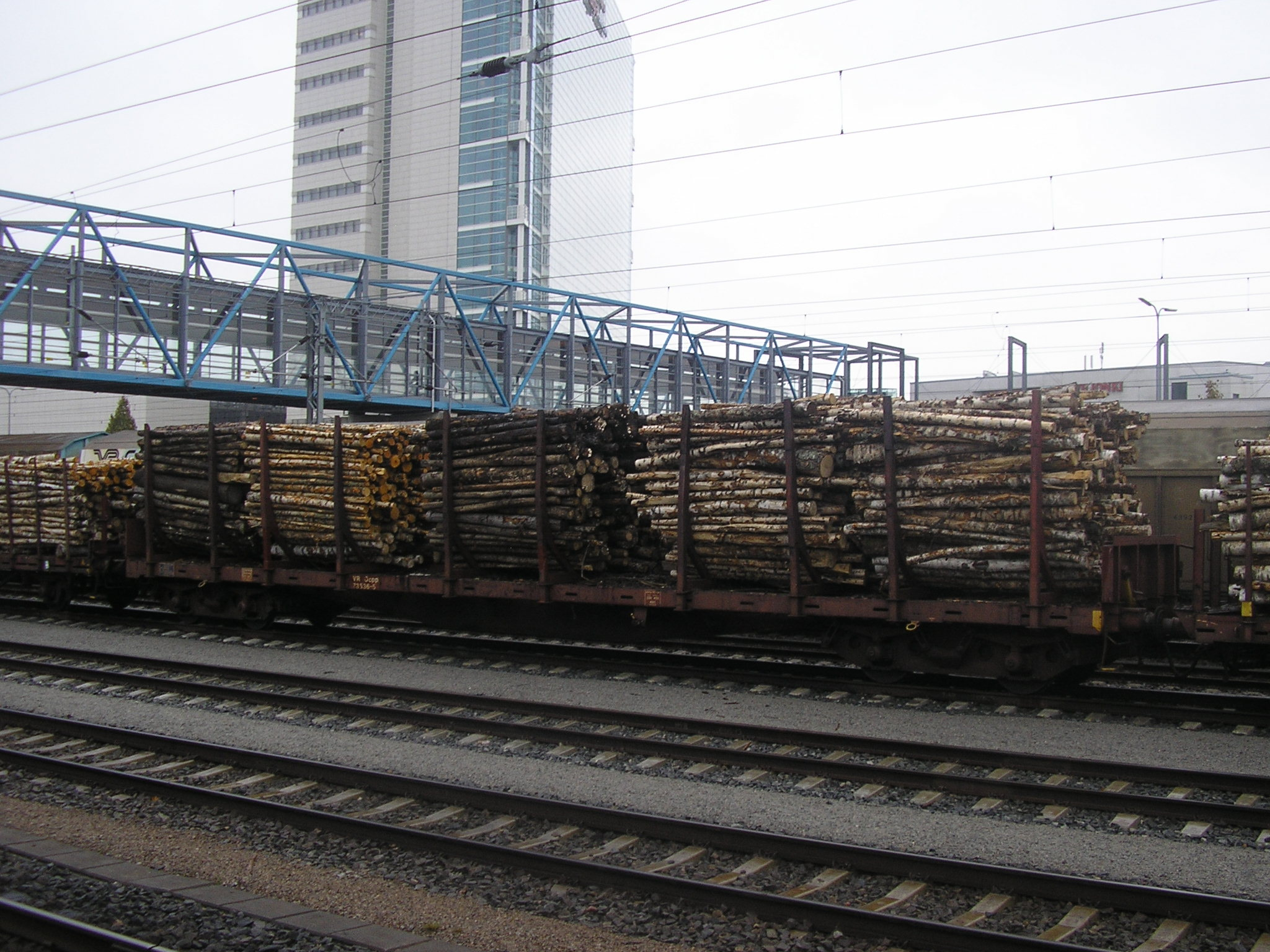
Trasporto ferroviario di tronchi di pioppo in Finlandia.

Per le sue proprietà intrinseche, il legno è uno dei materiali di maggior impiego nella realizzazione di manufatti di varia natura, dai piccoli oggetti alle costruzioni. L'uso come materiale da opera ha origini preistoriche e l'evoluzione di una tecnologia propria (tecnologia del legno) ha permesso di estendere gli ambiti di impiego in modo virtualmente illimitato, per quanto, nel corso della storia dell'umanità, questo materiale sia stato in parte sostituito dal metallo e, in epoca più recente, dalla plastica. Di conseguenza, il legname da opera è il principale prodotto ottenuto dai boschi. La destinazione degli assortimenti legnosi dipende dalle loro dimensioni e dalle proprietà tecnologiche, che cambiano in funzione sia dell'essenza forestale sia del tipo di governo del bosco.
Fatta eccezione per alcune tipologie di assortimenti, il governo dei boschi e delle piantagioni arboree è caratterizzato da turni pluriennali, dell'ordine delle decine d'anni. La durata dipende essenzialmente dalla velocità di accrescimento dell'essenza forestale e dal tipo di assortimento richiesto.

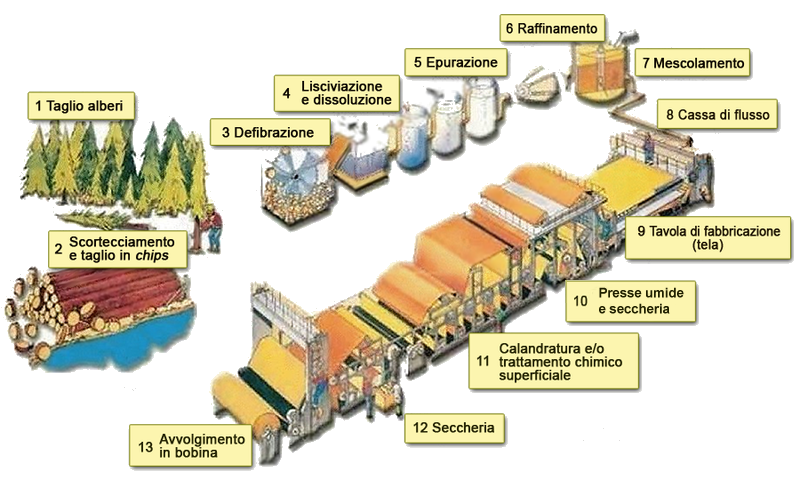
Schema della filiera della carta.

L'utilizzo del legno come materia prima per l'estrazione della cellulosa ha origini storiche più recenti, che si collocano nel primo millennio dopo Cristo, ma la tecnologia industriale si è evoluta nel corso dell'Era moderna. L'importanza della cellulosa, come prodotto estratto dal legno, è seconda solo a quella del legno da opera: fra i vari impieghi della cellulosa si citano in particolare la produzione della carta, del cellophane e di alcune fibre tessili, come il rayon e la viscosa. Un altro impiego della cellulosa è la conversione energetica, per digestione microbica, in bioetanolo.
In generale, gli impianti forestali destinati a produrre legno da cellulosa sono costituiti con essenze forestali di scarso pregio e a rapido accrescimento e sono governati a turni relativamente brevi.
L'utilizzo del legno a scopo energetico ha origini remote e storicamente è alternativo a quello del legno da opera. Il legno come combustibile è sfruttato sotto forma di legna da ardere sia sotto forma di carbone vegetale, ma in questi casi non si può parlare di trasformazioni industriali. La conversione energetica come processo industriale è invece una tecnologia di recente concezione, messa a punto con la realizzazione delle centrali termoelettriche a biomasse.
Gli impianti forestali destinati a produrre biomassa per la conversione in energia elettrica sono realizzati con essenze a rapido accrescimento e governati a turni molto brevi.

### Altri prodotti

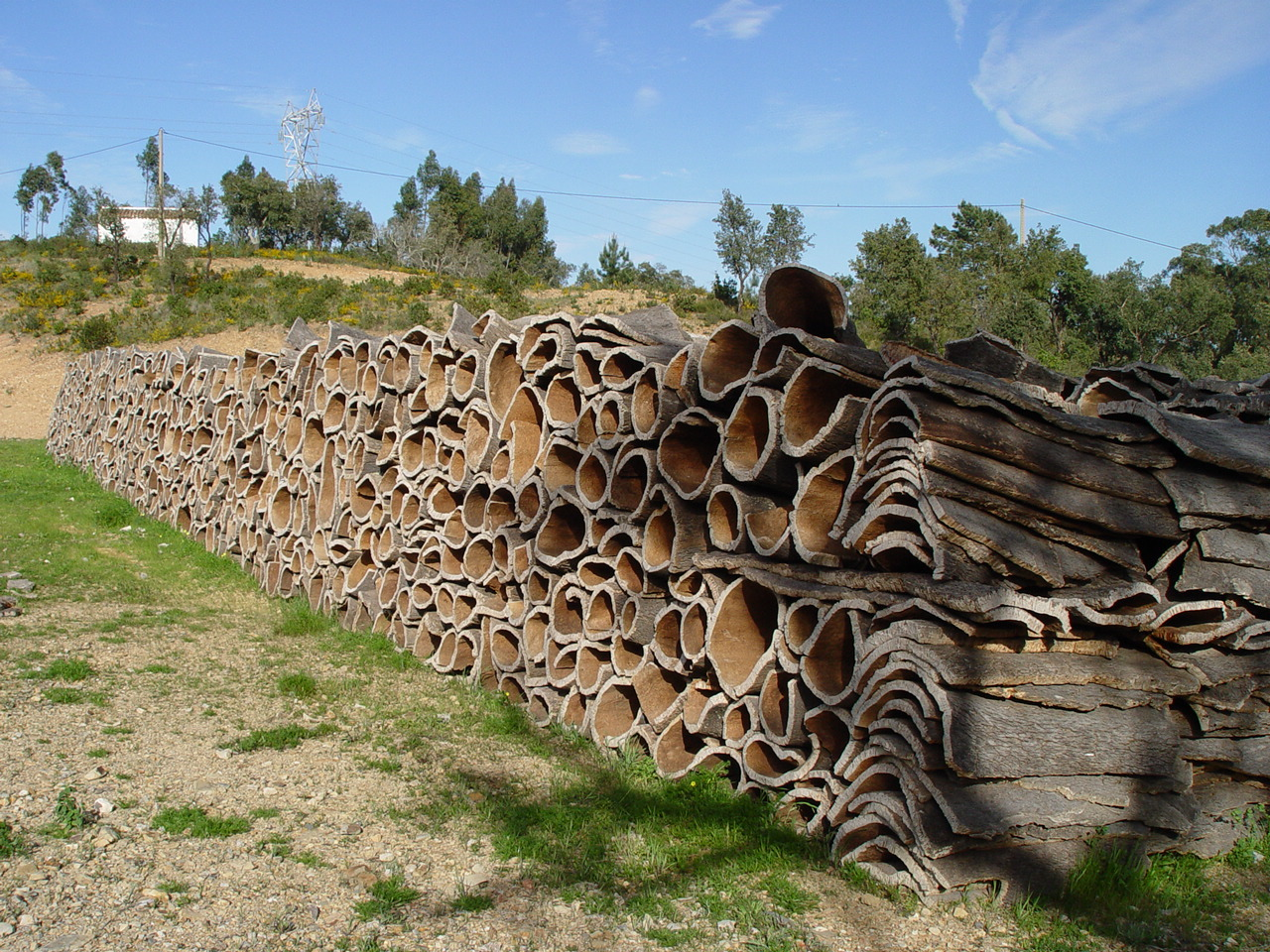
Assortimenti di sughero femmina ("plance" e "cannoni") in Portogallo.

Diverse specie arboree o arbustive di interesse forestale sono ampiamente sfruttate per la produzione di importanti materiali e sostanze che solo lo sviluppo della chimica di sintesi e la tecnologia dei polimeri è riuscito in parte a surrogare. Questi prodotti, di largo impiego, si ottengono dal trattamento industriale di materie prime ottenute per lo più da formazioni forestali naturali o, meno frequentemente, artificiali.
L'elevata domanda, da parte dell'industria, di questi materiali alimenta un'attività economica, nel settore primario, di dimensioni non trascurabili, anche se spesso circoscritte in ambito geografico. A titolo di esempio si citano il sughero, ricavato dall'asportazione del ritidoma dell'omonima quercia, il caucciù, ricavato dal lattice emesso dalle incisioni della corteccia dell'albero della gomma, le resine vegetali (trementina, mastice, balsami sensu lato, ecc.) ricavata in vari modi da varie specie, spesso appartenenti alle famiglie delle Pinaceae e delle Anacardiaceae, i tannini, ricavati dalla corteccia di piante per lo più della famiglia delle Fagaceae.
Un cenno particolare va fatto in merito al sughero, materiale naturale le cui proprietà tecnologiche sono ancora oggi inimitabili e insuperabili nella sua destinazione fondamentale, la produzione di tappi per l'enologia. A causa del limitato areale di vegetazione della sughera, questa specie forestale ricopre un ruolo importante nell'economia locale di alcuni comprensori del Mediterraneo occidentale, al punto di essere rigorosamente tutelata dai regolamenti forestali.